# Coleoxestia setigera
Coleoxestia setigera är en skalbaggsart som beskrevs av Julius Melzer 1926. Coleoxestia setigera ingår i släktet Coleoxestia och familjen långhorningar. Inga underarter finns listade i Catalogue of Life.